# أنجيلو كالويارو
أنجيلو كالويارو (بالإنجليزية: Angelo Caloiaro) مواليد 28 يوليو 1989 في سان خوسيه، هو لاعب كرة سلة أمريكي. بدأ مسيرته الاحترافية في سنة 2012. يلعب في الدوري التركي لكرة السلة. يحمل الرقم 32. يبلغ طوله 6 قدم 8 بوصة (2.0 م). لعب مع تليكوم باسكتس بون وأوبرادويرو لكرة السلة.

## روابط خارجية
- أنجيلو كالويارو على موقع الدوري الأوروبي لكرة السلة (الإنجليزية)
- أنجيلو كالويارو على موقع دوري كرة السلة الياباني للمحترفين (اليابانية)
- أنجيلو كالويارو على موقع الدوري الإسباني لكرة السلة (الإسبانية)
- أنجيلو كالويارو على موقع كرة السلة الأوروبية.كوم (الإنجليزية)
- أنجيلو كالويارو على موقع كلية كرة السلة في سبورتس رفرنس.كوم (الإنجليزية)
- أنجيلو كالويارو على موقع ريلجم (الإنجليزية)
- أنجيلو كالويارو على موقع بروبوليرز (الإنجليزية)
- أنجيلو كالويارو على موقع سبورتس رفرنس (الإنجليزية)